# 七兄弟 (芬兰小说)
《七兄弟》（芬蘭語：Seitsemän veljestä）是芬兰作家阿莱克西斯·基维的一部小说，它被认为是第一部具有重要意义的芬兰语小说。《七兄弟》于1870年春登载于SKS出版的小说系列，它以单行本出版却是在1873年。这部作品被认为是芬兰语文学和以现实主义手法描写的先驱作品。

## 情节概况
开始时七兄弟不是太安分守己，并常常跟警察、法官、牧师、神职人员、教师以及本村邻居们发生矛盾。难怪年轻女孩的母亲们都不认为七兄弟配得上她们的女儿。要得到教会承认的成年礼并取得结婚的权力，他们被要求去学习识字，但他们选择逃离。
后来他们来到远处一块荒野开荒，但他们的努力没有得到回报，圣诞前夜他们把自己的桑拿房给烧了。第二年春天他们继续努力，但被迫杀死了邻近地主的牛群并只得用收成的小麦来赔偿。十年的刀耕火种及酗酒最终修补了他们的过去。他们学习到了识字，并最终返回了他们原本住的村庄。
最终，他们中的大部分都成为了本地社区及家庭的脊梁。但是，这部小说的基调并不是特别的说教。